# TressFX
AMD TressFX는 GPU에서 처리할 머리카락, 털, 잔디의 고급 시뮬레이션 및 렌더링을 제공하는 소프트웨어 라이브러리이다. 초기 라이브러리는 AMD의 GCN 기반 제품에서 잘 작동하도록 작성되었다. 버전 3은 2016년 1월 26일에 출시되었으며 Direct3D 11에서만 작동하고 DirectCompute를 활용한다.
엔비디아가 제공하는 경쟁 솔루션은 엔비디아 게임웍스 제품군의 일부이며 본질적으로 독점적인 헤어웍스(HairWorks)이다.
GPUOpen의 일부로 출시됨 AMD TressFX는 MIT 라이선스가 적용되는 자유-오픈 소스 소프트웨어이다.

## 같이 보기
- 어드밴스트 마이크로 디바이시스